# العلاقات النرويجية اليمنية
العلاقات النرويجية اليمنية هي العلاقات الثنائية التي تجمع بين النرويج واليمن.

## مقارنة بين البلدين
هذه مقارنة عامة ومرجعية للدولتين:
| وجه المقارنة                                              | النرويج                                                   | اليمن         |
| --------------------------------------------------------- | --------------------------------------------------------- | ------------- |
| المساحة (كم2)                                             | 385.21 ألف                                                | 555.00 ألف    |
| عدد السكان (نسمة)                                         | 5.33 مليون                                                | 28.25 مليون   |
| الكثافة السكانية (ن./كم²)                                 | 13.84                                                     | 50.9          |
| العاصمة                                                   | أوسلو                                                     | صنعاء، عدن    |
| اللغة الرسمية                                             | بوكمول، لغات السامي، نينوشك، اللغة النرويجية              | اللغة العربية |
| العملة                                                    | كرونة نروجية                                              | ريال يمني     |
| الناتج المحلي الإجمالي (بليون دولار)                      | 398.83 مليار                                              | 18.21 مليار   |
| الناتج المحلي الإجمالي (تعادل القوة الشرائية) بليون دولار | 322.23 مليار                                              | 75.69 مليار   |
| الناتج المحلي الإجمالي الاسمي للفرد دولار أمريكي          | 74.40 ألف                                                 | 1.41 ألف      |
| الناتج المحلي الإجمالي للفرد دولار أمريكي                 | 65.61 ألف                                                 |               |
| مؤشر التنمية البشرية                                      | 0.944                                                     | 0.498         |
| رمز المكالمات الدولي                                      | +47                                                       | +967          |
| رمز الإنترنت                                              | .no                                                       | .ye           |
| المنطقة الزمنية                                           | ت ع م+01:00، ت ع م+02:00، توقيت وسط أوروبا، أوروبا/أوسلو ‏ | ت ع م+03:00   |

## منظمات دولية مشتركة
يشترك البلدان في عضوية مجموعة من المنظمات الدولية، منها:
| علم المنظمة | اسم المنظمة                               | تاريخ انضمام النرويج | تاريخ انضمام اليمن |
| ----------- | ----------------------------------------- | -------------------- | ------------------ |
|             | يونسكو                                    | 4 نوفمبر 1946        | 2 أبريل 1962       |
|             | مؤسسة التمويل الدولية                     | 20 يوليو 1956        | 22 مايو 1970       |
|             | المركز الدولي لتسوية المنازعات الاستشارية | 15 سبتمبر 1967       | 20 نوفمبر 2004     |
|             | منظمة حظر الأسلحة الكيميائية              | ?                    | ?                  |
|             | مؤسسة التنمية الدولية                     | 24 سبتمبر 1960       | 22 مايو 1970       |
|             | وكالة ضمان الاستثمار متعدد الأطراف        | 9 أغسطس 1989         | 12 مارس 1996       |
|             | الاتحاد البريدي العالمي                   | ?                    | ?                  |
|             | الاتحاد الدولي للاتصالات                  | 1866                 | 1931               |
|             | منظمة الشرطة الجنائية الدولية             | ?                    | ?                  |
|             | الأمم المتحدة                             | 27 نوفمبر 1945       | 30 سبتمبر 1947     |
|             | البنك الدولي للإنشاء والتعمير             | 27 ديسمبر 1945       | 3 أكتوبر 1969      |

## وصلات خارجية
- موقع وزارة الخارجية النرويجية